# Bảo Đại
Bảo Đại, Nguyễn Phúc Vĩnh Thụy (senare Nguyễn Vĩnh Thụy), född 22 oktober 1913 i Huế, Franska protektoratet Annam, död 31 juli 1997 i Paris, Frankrike, var Vietnams siste kejsare 1925-1945. Regeringschef (1949-50) och statschef (1949-55) i Sydvietnam. Han var son till kejsare Khải Định.
När han var nio år gammal flyttade han till Frankrike för att studera. När hans far dog 1925 blev han kejsare under namnet Bảo Đại men på grund av sin låga ålder fortsatte han sina studier i Frankrike. Han gifte sig med Nam Phương (som var katolik och hade det kristna namnet Marie-Therese) som han fick fem barn tillsammans med. Han hade även fyra andra fruar (Phu Anh, Hoang, Bui Mong Diep och Monique Baudot). 
Under andra världskriget samarbetade han med japanerna och lyckades sitta kvar på tronen men avgick efter samtal med Ho Chi Minh 1945. Fransmännen övertalade honom att komma tillbaka 1949 som statschef men han tröttnade snart och brydde sig väldigt lite om vad som hände i Vietnam. Efter att ha blivit avsatt av Ngô Đình Diệm levde han resten av sitt liv i Paris.

## Utmärkelser
- Storkors av Hederslegionen,  10 september 1932
- Storkors av Kronorden
- Storkors av Miljon elefanter och vitt parasoll-orden
- Storkors av Kambodjas kungliga orden
- Storkors av Ouissam Alaouite-orden

[Redigera Wikidata]